# آيت حدو أوحمو (أكلموس)
آيت حدو أوحمو هي إحدى مشيخات المملكة المغربية، تتبع جغرافيا لإقليم خنيفرة وإداريًا لأكلموس. يقدر عدد سكانها بـ 1958 نسمة حسب الإحصاء الرسمي للسكان والسكنى لسنة 2004.